# Tamara (cantante)
Tamara Macarena Valcárcel Serrano (Sevilla, Andalucía, 27 de junio de 1984), conocida simplemente como Tamara, es una cantante española, principalmente conocida por sus interpretaciones de boleros y baladas románticas. Es nieta del gran cantaor de copla y flamenco Rafael Farina, sobrina nieta del cantaor Rafael Salazar Motos y sobrina segunda del cantaor Diego el Cigala. 
Conocida actualmente como "La reina del bolero",cuenta con veinticinco años de carrera musical. Sus ventas discográficas superan las 2.500.000 copias en España y el millón de copias en América Latina. En 2003, la discográfica Muxxic le otorgó el disco de diamante por las ventas de un millón de copias pertenecientes a sus tres primeros álbumes de estudio Gracias (1999), Siempre (2001) y Abrázame (2003).
Algunas de las interpretaciones exitosas de Tamara son «Si nos dejan», «Cada día», «Cómo le explico», «Gracias», «Celos», «Siempre», «Herida de amor», «No quiero nada sin ti», «Ni tu verdad ni la mía», y versiones de «El gato que está triste y azul» y «La distancia» de Roberto Carlos, «Lo mejor de tu vida» y «La vida sigue igual» de Julio Iglesias o «Si no te hubieras ido» o «Amor en silencio» de Marco Antonio Solís.

## Biografía y trayectoria
Tamara nació en el popular barrio de La Macarena de Sevilla el 27 de junio de 1984 en el seno de una familia de artistas. Es hija de la bailaora y cantaora Matilde Salazar (1965). 
Sus primeras influencias son las canciones de las películas de Walt Disney y la música de los mexicanos Ana Gabriel, Luis Miguel (su ídolo) y Los Panchos. Así como de la española Rocío Dúrcal y Julio Iglesias.
De niña se dio a conocer en España en la versión infantil de Lluvia de estrellas, donde imitó primero a Pocahontas y después a Laura Pausini.
Interpretó el bolero «Encadenados» en un programa de televisión en el que se homenajeaba a su abuelo Rafael Farina, generó el interés inmediato de la industria musical de España. Así, su figura de cantante melódica comenzó a dibujarse en 1999, cuando apenas tenía quince años. Fue entonces, cuando sacó su primer disco Gracias, compuesto de boleros y rancheras y con el que llegó a conseguir cinco discos de platino en España y un disco de oro en varios países de América, como Colombia, México o Venezuela. 
Su trayectoria está avalada por multitud de premios y reconocimientos en España y América: cuatro premios de Cadena Dial, premio de la música al artista revelación (2000), un premio Ondas de la música a la mejor canción («Herida de amor», 2001), y varias nominaciones a los premios Grammy Latinos, además del doble disco de diamante que el cantante mexicano Cristian Castro le entregó el 27 de febrero de 2008 en el teatro Calderón de Madrid, cuando presentaba su séptimo trabajo, titulado Perfecto. En 2019 fue galardonada con el premio Latino de Oro por su trayectoria.
En 2001, después del éxito con su primer disco, publica su segundo álbum de estudio Siempre; disco del que vende 300.000 copias, y consigue un premio Ondas a la mejor canción por «Herida de amor».
Su tercer disco, Abrázame (2003), fue grabado en Miami y fue el último trabajo que realizó con el productor mexicano Bebu Silvetti, que fallecería meses después. El disco consigue ser número 1 de las listas españolas durante varias semanas y vende 150.000 copias. En ese mismo año, participa en el DVD Ellas y la magia de Disney, interpretando la canción de Pocahontas, «Colores en el viento». 
En 2004 publica Canta a Roberto Carlos, álbum homenaje grabado en Brasil e interpretando temas como «El gato que está triste y azul», «Cóncavo y convexo», «Lady Laura» o «La distancia». El disco alcanza las 200.000 copias vendidas y consigue dos discos de platino. Con este disco Tamara consigue ampliar su público en el mercado latinoamericano, especialmente en Brasil, donde el álbum es muy bien recibido. Según dijo Tamara en una entrevista: «He tenido la suerte de que Roberto Carlos escuchara la mezcla del álbum antes de que saliera a la venta».
Un año después, en 2005, lanza Lo mejor de tu vida, un álbum homenaje a Julio Iglesias en el que Tamara canta éxitos como «Hey», «La carretera» o «Vuela alto». Consigue vender 100.000 copias y logra un disco de platino y otro de oro. En un programa con Bertín Osborne, Tamara confesó: «Yo hice un homenaje a Julio Iglesias y me lo encontré en un pasillo de una televisión. Me contó que había comprado 600 discos para regalárselos a su gente y que cantaba sus canciones mejor que él mismo». 
En 2006 sale a la venta Emociones en directo, un álbum grabado en directo en el Palacio de la Música Catalana de Barcelona, que incluye una selección de sus éxitos. 
El 20 de noviembre de 2007 Tamara lanza al mercado su séptimo álbum de estudio, Perfecto, en el que aparecen temas tales como «La ley de amarte» (primer sencillo del álbum) o «Y que le voy a hacer» (primera composición de la cantante), así como un dueto con el mexicano Cristian Castro, interpretando la balada «Nada sin tu amor». Su segundo sencillo ha sido «La culpa», una balada de desamor. El álbum obtuvo un disco de oro con más de 40.000 copias vendidas.
Dos años más tarde, en 2009, publica Amores, disco producido por Kike Santander, Tamara se decanta por ritmos más latinos y pop de lo habitual. Dedicado a todos los amores de la cantante. El título fue una sugerencia de los seguidores de su foro oficial, donde se debatieron distintas posibilidades. De Amores se extraen tres sencillos: «Cada día», «No quiero nada sin ti» (canción pop inédita) y «Amores que van y vienen» (el cual grabó más tarde a dúo con David Bustamante). 
El 29 de marzo de 2011 presentó su tercer tributo titulado Más. Un disco con el que rinde homenaje a Marco Antonio Solís. El primer sencillo del álbum fue «Si no te hubieras ido», una canción que fue un éxito en su día y del que Tamara hace su propia versión. 
En 2012 se une con el famoso bolerista catalán Moncho, y juntos lanzan Encadenados; en este trabajo, realizan un homenaje al bolero. 
El 19 de noviembre de 2013 publica Incondicional (a Juan Carlos Calderón); el cual supone un homenaje por parte de la joven intérprete a uno de los compositores más importantes del siglo XX, Juan Carlos Calderón. Producido por su hijo, Jacobo Calderón, en este álbum Tamara repasa algunos de los temas clave a la hora de entender el desarrollo de la canción en castellano de los últimos cincuenta años. Canciones como «La incondicional», popularizada por Luis Miguel, y otras tantas que han quedado grabadas a fuego en la memoria de todo amante de la canción de autor que se precie. La colección se completa con la inclusión de «Era una vez», tema inédito que gracias a este proyecto ve la luz y la nueva composición de Jacobo Calderón «Al contrario».  
Tras la publicación de su último álbum, Lo que calla el alma (octubre de 2015), trabajo inédito grabado en Miami y que contó con la producción de Daniel Betancourt, Tamara lanzó un álbum recopilatorio en 2019 para celebrar sus veinte años de amor, trabajo que incluyó dos temas inéditos y duetos con otros artistas. Desde entonces, ha lanzado al mercado varios sencillos como «Espérame en el cielo» (2020), «Muero por verte» (2021) y «Loca de amor» (2022).
En 2024, con motivo de su vigésimo quinto aniversario, Tamara ha lanzado «Ese hombre», «Señora» y «Mi amante amigo» para celebrar los veinticinco años de carrera musical. La cantante sevillana, quiere hacer un homenaje a Rocío Jurado y al compositor Manuel Alejandro. Mientras tanto, la cantante está preparando su nuevo disco, el cual está previsto para 2025. Próximamente, después de dicho disco, Tamara realizará una gira.
Continuando con la celebración de sus veinticinco años de carrera, Tamara está realizando dos giras simultáneamente. «Ese hombre» (2024) y «Únicos» junto con Francisco, la cual comenzó en septiembre de 2024 y continuará este 2025. Ambos cantantes, recuerdan todos sus grandes éxitos, y varios duetos entre los que se encuentra «La nave del olvido», un tema que Tamara ya grabó en 2005 para su álbum (Lo mejor de tu vida) y que ahora lo ha vuelto a hacer con Francisco.
Este 2025 se espera su nuevo álbum de Tamara y la gira 25 años, de corazón. La cual ya tiene fecha, el próximo 14 de febrero en el teatro Ramos Carrión de Zamora, un concierto a piano y voz.

## Vida personal
Tamara tiene cuatro hijos: Daniela, Leandro, Valentina y Héctor.  
Se casó el 21 de mayo de 2005 con el empresario canario Daniel Roque Rosales en la parroquia de San Lorenzo de Sevilla. El matrimonio tiene cuatro hijos: Daniela (3 de agosto de 2006); Leandro (10 de febrero de 2009); Valentina (9 de agosto de 2012) y Héctor (7 de agosto de 2015).
En 2022, justo antes de una gira por varios países de Latinoamérica, la artista reveló en un programa de televisión que había atravesado un cuadro depresivo posparto severo tras el nacimiento de uno de sus hijos, trastorno por el que requirió tratamiento especializado con psicólogos clínicos y psiquiatras. Recuperada, Tamara contó su experiencia para visibilizar y sensibilizar a la población acerca de los problemas de salud mental. Al mismo tiempo, resaltó el apoyo de su esposo, Daniel, y del resto de su familia, especialmente de su madre, Matilde.
En marzo de 2025 Tamara anuncia la separación con su marido Daniel Roque Rosales, padre de sus 4 hijos y con el que llevaba 20 años de matrimonio.

## Discografía
Álbumes de estudio
| Año  | Álbum                                                | Posiciones | Certificaciones    |
| Año  | Álbum                                                | España     | Certificaciones    |
| ---- | ---------------------------------------------------- | ---------- | ------------------ |
| 1999 | Gracias                                              | 1          | España: 5× Platino |
| 2001 | Siempre                                              | 2          | España: 3× Platino |
| 2003 | Abrázame                                             | 1          | España: Platino    |
| 2004 | Canta a Roberto Carlos                               | 2          | España: 2× Platino |
| 2005 | Lo mejor de tu vida                                  | 8          | España: Platino    |
| 2007 | Perfecto                                             | 16         | España: Oro        |
| 2009 | Amores                                               | 16         | —                  |
| 2011 | Más. Tributo a Marco Antonio Solís                   | 4          | —                  |
| 2012 | Encadenados. Un homenaje al bolero (Tamara y Moncho) | 8          | —                  |
| 2013 | Incondicional (a Juan Carlos Calderón)               | 18         | —                  |
| 2015 | Lo que calla el alma                                 | 11         | —                  |

Álbumes en directo
- 2006: Emociones en directo

Álbumes recopilatorios
- 2005: Grandes éxitos
- 2005: Gracias / Siempre / Abrázame
- 2009: Sus 50 mejores canciones
- 2011: Gracias + Lo mejor de tu vida
- 2013: Lo mejor de... Tamara
- 2019: 20 años de amor

Sencillos
- 1999: «Si nos dejan»
- 1999: «Celos»
- 2000: «Siempre»
- 2000: «Tu frialdad» (con Javier Vargas)
- 2000: «En tu pelo»
- 2000: «El amor de nosotros» (con Juan Gabriel)
- 2000: «Si tú me dices ven» (con Los Panchos)
- 2000: «Ayúdame Dios mío»
- 2000: «Gracias»
- 2001: «Siempre»
- 2001: «Cómo me gusta»
- 2001: «Miénteme»
- 2001: «Herida de amor»
- 2001: «Si faltas tú»
- 2001: «Que nadie sepa mi sufrir»
- 2002: «El amor de nosotros»
- 2003: «No me niegues amor»
- 2003: «Penélope
- 2003: «Quién como tú»
- 2003: «Si pudiera imaginarte»
- 2003: «Cómo le explico»
- 2003: «Abrázame»
- 2003: «Romántica»
- 2004: «El gato que está triste y azul»
- 2004: «Lady Laura»
- 2005: «Abrázame así»
- 2005: «La distancia»
- 2005: «Hey»
- 2005: «Vuela alto»
- 2006: «En que estrella estará»
- 2007: «La ley de amarte»
- 2007: «La culpa»
- 2007: «Perfecto»
- 2007: «Nada sin tu amor» (con Cristian Castro)
- 2009: «Cada día»
- 2009: «No quiero nada más sin ti»
- 2009: «Amores que van y vienen» (con David Bustamante)
- 2011: «O me voy o te vas» (con Marco Antonio Solís)
- 2011: «Si no te hubieras ido»
- 2011: «Amor en silencio»
- 2012: «Como yo te amé»
- 2013: «Incondicional»
- 2014: «Tómame o déjame»
- 2015: «Si tú quisieras»
- 2016: «Amor cruel»
- 2016: «Quién tuvo la culpa»
- 2017: «Caminito viejo» (con Antonio Cortés)
- 2019: «Dos corazones»
- 2020: «Espérame en el cielo»
- 2021: «Muero por verte»
- 2022: «Loca de amor»
- 2024: «Ese hombre», «Señora» y «Mi amante amigo» (Tributo a Rocío Jurado y Manuel Alejandro)
- 2024: «La nave del olvido» (con Francisco)

## Giras musicales
- 2000: Gira Gracias
- 2001-2002: Gira Siempre
- 2003: Gira Abrázame
- 2004: Gira Homenaje a Roberto Carlos
- 2005-2006: Gira Emociones
- 2008: Gira Perfecto
- 2010: Gira Amores
- 2011-2012: Gira Más
- 2012-2013: Gira Encadenados (con Moncho)
- 2014: Gira Incondicional
- 2015: Gira Contigo siempre
- 2016-2017: Gira Lo que calla el alma
- 2018: Gira Alma de bolero
- 2020: Gira 20 años de amor
- 2024-2025: Gira Ese hombre y Únicos (con Francisco)
- 2025: Gira 25 años de corazón

## Filmografía

### Programas de televisión
| Año  | Programa             | Emisora                  | Rol                         |
| ---- | -------------------- | ------------------------ | --------------------------- |
| 2013 | Tu cara me suena     | Antena 3                 | Invitada como Ana Belén     |
| 2018 | Tu cara me suena     | Antena 3                 | Invitada                    |
| 2019 | Gente maravillosa    | Castilla-La Mancha Media | Invitada                    |
| 2021 | MasterChef Celebrity | La 1                     | Concursante - 1.ª expulsada |